# Mark Cueto
Mark John Cueto (Workington, 26 dicembre 1979) è un ex rugbista internazionale per l'Inghilterra, versatile tre quarti utilizzabile come ala o estremo.
Vanta 56 presenze internazionali tra Inghilterra, con cui ha preso parte a due Coppe del Mondo, e British Lions, con cui ha effettuato il tour del 2005 in Nuova Zelanda.

## Biografia
Di lontana origine spagnola (suo bisnonno paterno era un ristoratore originario di Santander emigrato ai primi del XIX secolo in Inghilterra), Cueto crebbe in un'area, la Cumbria, più dedita al rugby league che all'union, benché il suo sport iniziale fosse il calcio: a 10 anni la famiglia si trasferì a Wolverhampton e mentre praticava la disciplina con la palla sferica divenne tifoso del Manchester Utd.
A 17 anni si convertì al rugby a 15 e si affiliò a un club locale, l'Altrincham Kersal.
Nel 2001 Cueto firmò il suo primo contratto da professionista con Sale Sharks e nell'autunno di quell'anno debuttò in Premiership contro Bristol.
Quasi subito entrò nel giro delle selezioni nazionali: nel 2002, infatti, fu convocato e schierato sia per l'Inghilterra A che per l'Inghilterra Seven, e aggregato infine alla squadra maggiore che intraprese il tour argentino 2002.
Ciononostante, il debutto con quest'ultima selezione non avvenne che due anni dopo, nel 2004, a Twickenham contro il Canada.
L'anno successivo giunse anche la convocazione nei British Lions per il tour in Nuova Zelanda in sostituzione di Iain Balshaw, indisponibile per infortunio: Cueto fu schierato nel terzo test match della serie contro gli All Blacks ad Auckland.
A livello di club Mark Cueto ha vinto un campionato inglese e due Challenge Cup, tutte con il Sale Sharks e ha marcato 90 mete (al 2023 terzo miglior realizzatore del torneo).
Nel 2007 il C.T. inglese Brian Ashton lo inserì nella rosa dei convocati alla VI Coppa del Mondo di rugby in Francia, nel corso della quale disputò 4 partite, contro Stati Uniti, Samoa e Tonga nella fase a gironi, e poi la finale contro il Sudafrica.
Proprio in quest'ultimo incontro Cueto si mise in luce, anche se per un episodio non positivo per gli inglesi (alla fine gli Springbok prevalsero 15-6 e vinsero la Coppa): in apertura di ripresa, sul 9-3 per i sudafricani, Cueto schiacciò la palla oltre la linea di meta avversaria, ma l'arbitro irlandese Rolland, indeciso sul da farsi, chiese consulto al giudice televisivo, l'australiano Stuart Dickinson.
Questi, dopo aver esaminato il video, nonostante le immagini siano tuttora controverse, stabilì che la gamba sinistra di Cueto, sebbene in volo, era fuori dalla linea laterale al momento della schiacciata in meta, e convinse Rolland ad annullare quello che sarebbe stato il temporaneo 8-9.
Inoltre, le difficoltà linguistiche con gli operatori video francesi allungarono i tempi della decisione, il che contribuì ad aumentare le polemiche.
La settimana successiva il commentatore sportivo Ian Robertson, della BBC, sostenne che secondo lui il giudice australiano ebbe ragione ad annullare la meta inglese.
Lo stesso giudice video si dichiarò «felice al 100%» di tale decisione, anche se Cueto fu sempre di avviso opposto: «Finché campo rimarrò della convinzione che quella meta fosse valida e che, grazie alla probabile trasformazione di Jonny Wilkinson, ci saremmo potuti portare in vantaggio e difenderlo, invece di inseguire il punteggio per tutto l'incontro».
Ancora quattro anni dopo quell'episodio, Cueto annoverava quella mancata concessione come il momento peggiore della sua carriera.
Nonostante la convocazione di Ashton per il Sei Nazioni 2008, Cueto non fu mai utilizzato causa infortunio.
Tornò disponibile per la nazionale solo nel 2009 sotto la direzione del nuovo C.T. Martin Johnson, e disputò i Sei Nazioni 2009, 2010 e 2011, nonché la Coppa del Mondo di rugby 2011 in Nuova Zelanda.
A maggio 2010 Cueto fu ammesso nella Hall of Fame del Sale Sharks.
Nel 2013 Cueto divenne primatista di mete marcate in Premiership con 76, primato ritoccato fino a 90 al momento di chiudere la carriera, avvenuta alla fine della stagione 2014-15.
A fine anno fu insignito dell'onorificenza di membro dell'Ordine dell'Impero Britannico per il suo contributo al rugby.

## Palmarès
- Premiership: 1
Sale Sharks: 2005-06
- Challenge Cup: 2
Sale Sharks: 2001-02, 2004-05